# Дзвинячка
Дзвиня́чка — село в Україні, у Мельнице-Подільській селищній громаді Чортківського району Тернопільської області. Розташоване над річкою Дзвіна, на південному сході району.
Населення — 1059 осіб (2001 р.).

## Географія
Село розташоване на відстані 371 км від Києва, 118 км від обласного центру міста Тернополя та 28 км від міста Борщів.

## Історія
Відоме з 2-ї половини XVI ст.
За адміністративним поділом XVI століття – Кам'янецький повіт Подільського воєводства. З 1 серпня 1934 р. Ґміна Дзвинячка (пол. Gmina Dźwiniaczka) – адміністративна одиниця, що входила до Борщівського повіту Тернопільського воєводства II Речі Посполитої. Утворена внаслідок адміністративної реформи. У 1939 р. з приходом радянської влади, була скасована.
У радянський період (з 1964 по 1991 рр.) село звалося Комунарівка і входило разом з навколишніми селами (Дзвенигород, Дністрове, Латківці, Урожайне) до колгоспу зі співзвучною назвою «Комунар», який під час роздержавлення був реорганізований у селянську спілку «Дзвинячка». Рішення про перейменування села Комунарівка на село Дзвинячка прийняла Верховна Рада України 18.03.1991 р., рішення № 848-XII. Дата опублікування 01.04.1991 р. («Відомості Верховної Ради України» № 15, ст. 185).
У XIX ст. в селі діяло Товариство «Просвіта». Збереглась оригінальна печатка товариства, яка передана до районного краєзнавчого музею у м. Борщові.
До 2015 р. адміністративний центр — Дзвиняцької сільської ради. Від вересня 2015 р. входить до складу Мельнице-Подільської об'єднаної територіальної селищної громади. 
12 червня 2020 року, відповідно до розпорядження Кабінету Міністрів України № 724-р «Про визначення адміністративних центрів та затвердження територій територіальних громад Тернопільської області» увійшло до складу Мельнице-Подільської селищної громади.
19 липня 2020 року, в результаті адміністративно-територіальної реформи та ліквідації Борщівського району, село увійшло до складу Тернопільського району.

## Населення
За даними перепису населення 2001 р. мовний склад населення села був таким:

### Мова
Розподіл населення за рідною мовою за даними перепису 2001 року:
| Мова       | Кількість | Відсоток |
| ---------- | --------- | -------- |
| українська | 1052      | 99.34%   |
| російська  | 5         | 0.47%    |
| білоруська | 2         | 0.19%    |
| Усього     | 1059      | 100%     |

### Мовні особливості
Село розташоване на периферії наддністрянського говору, на його межі з подільською та буковинською говірками. Дзвинячка нанесена на Атлас української мови.

## Господарство
Починаючи з 1996 р. і до 2008 р. сільське господарство в селі було збитковим. Найгірші фінансові результати сільськогосподарські виробники мали у 1998–1999 рр., що передували реорганізації колективних сільськогосподарських підприємств. Землі сільськогосподарського призначення розпайовані та обробляються агрофірмами та приватними селянськими господарствами.
На даний момент селяни живуть переважно за рахунок гастарбайтерських перерахувань від родичів, що працюють за кордоном, та продажу власної сільськогосподарської продукції.

## Етнографія
Попри незначні фінансово-економічні та господарські показники, село славиться своїми фольклорними та релігійними традиціями й щирою українською гостинністю. Під час храмового свята, на Трійцю, та Дня села влаштовуються грандіозні масові гуляння. Під час новорічно-різдвяних свят в селі можна побачити різдвяні дійства та почути колядки й щедрівки від наймолодших, до найстарших жителів села. На храмове свято, що проходить на Зелені свята ворота усіх господ квітчаються зеленню, на танцювальному майданчику організовується концерт і танці.     

## Визначні місця

### Капличка
Побудована на околиці села, біля цілющого джерела на честь святого архиєпископа Зиґмунда Щенсни Фелінського (1822⁣ — ⁣1895 рр.), який з 1883 р. у селі Дзвинячка перебував на засланні й часто приходив до цього джерельця помолитися. Каплицю збудували сестри Згромадження Францисканок Родини Марії, яке заснував блаженний архієпископ. Освячено каплицю 30 вересня 2006 р. Службу Божу відправили Львівський єпископ-помічник Леон Малий разом з Кам'янець-Подільським єпископом Леоном Дубравським. Також були присутні священики та віруючі православного, римо- та греко-католицьких обрядів з навколишніх парафій. Джерельна вода має цілющі властивості.

### Крипта
Належала родині графині Олени Козєбродзької, побудована у 1871 р. (реставрована у 2007 р.). Після смерті, 1895 р., тут був упокоєний Зиґмунд-Щенсни Фелінський. У 1920 р. його останки були перевезені з Дзвинячки до Варшави і складені в сенаторській крипті нижнього костелу Святого Хреста, а через рік, 14 квітня 1921 р., урочисто перенесені та складені в підземеллях варшавської катедри. У серпні 2002 р. під час Пресвятої Літургії на краківських Блонях Папа Римський Іван-Павло II беатифікував архиєпископа до лику Блаженного Слуги Божого. 11 жовтня 2009 р. на площі святого Петра у Ватикані Папа Римський Бенедикт XVI зарахував блаженного архієпископа Зигмунта Фелінського до лику святих.

### Костел
Костел Матері Божої Ангельської, побудований 1894 р. на пожертви графів Козєбродських. Припинив функціонування після ІІ Світової війни. В радянські часи його приміщення використовувалися як складські площі, молокоприймальний пункт та під розміщення чайної «Ромашка», з приходом незалежності, як спортивний зал. Зараз на стадії активної реставрації.

### Церква
Діюча церква Пресвятої Трійці, побудована у 1889 р. Належить до греко-католицької єпархії.

### Пам'ятки природи
Ботанічні пам'ятки природи місцевого значення Горіх чорний (ділянка №1), Горіх чорний (ділянка №2), Горіх чорний (ділянка №3).

## Соціальна сфера
У селі діють загальноосвітня школа І–III ступеня, клуб, бібліотека, стадіон, ФАП, відділення зв'язку, а також є танцювальний майданчик.

## Відомі люди
У Дзвинячці проживав та був похований архієпископ Варшавський Зигмунт Фелинський.
Народився і проживав Козебродський Юзеф Саба Марцін (пол. Koziebrodzki Józef Saba Marcin; 1870 – 31 липня 1935) — бібліофіл, граф. Навчався в Яґеллонському університеті. Збирав бібліотеку, на яку витрачав усі прибутки.
Почесний член Товариств любителів книги у Львові та Кракові. Бібліотеку зберігав у Дзвинячці, Львові, Кракові. Мріяв про її об'єднання та утворення фундації. Після смерті К. вдова подарувала 1850 книг з історії війська Варшавському музею Польського війська. Три роки вирішували долю решти книг. Бібліотека Львівського університету стараннями директора Р. Котулі відстояла права купівлі (1938). Бібліотека К. налічувала 6700 назв, серед яких рукописи ХІ–XVI ст., 104 інкунабули (з них 11 не відомих у книгознавчій літературі), 1300 полоників — видань знаних польських друкарень XVI–XVII ст., 800 стародруків найвідоміших друкарень Європи, 4200 томів художньої літератури, бібліографічних видань, літератури з історії, окультизму. 
Разом із книгозбіркою надійшли блокноти К. з бібліофільськими записами збирача. Каталог інкунабул бібліотеки К., який не був опублікований через початок Другої світової війни, склали Р. Котуля, А. Єнджейовська: “Каталог інкунабул університетської бібліотеки у Львові. Набутки з 1923–1938 рр.” (Katalog inkunabułów Biblioteki Uniwersyteckiej we Lwowie. Przybytki z lat 1923–1938 (зберігається в бібліотеці Львівського університету).
Інкунабули з колекції К. разом з іншими стародруками й рукописами бібліотеки Львівського університету (загальна кількість 40 тис. томів) 1943 були вивезені до Силезії. Решту зібрання К. як окрему колекцію інвентаризував бібліотекар Н. Білоцерківська під керівництвом А. Єнджейовської (1945). Зміна інвентарних номерів та запис зібрання К. у загальний фонд бібліотеки проведено у 1960-ті. Зберігається у відділі рукописних, стародрукованих та рідкісних книг ім. Ф. П. Максименка Наукової бібліотеки Львівського Національного Університету ім. І. Франка.

## Галерея

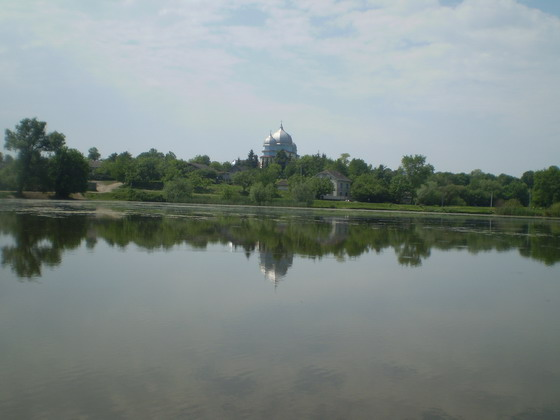
Ставок на річці Дзвіна
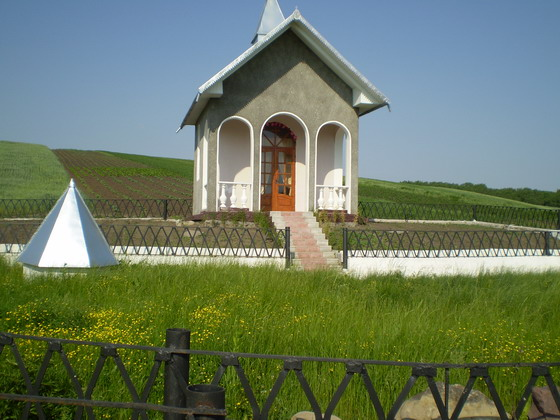
Капличка Фелінського
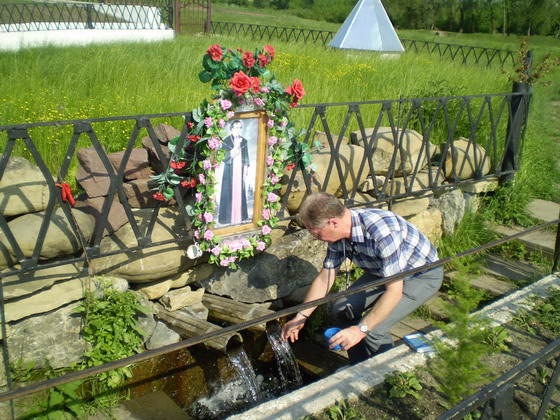
Джерело біля каплички
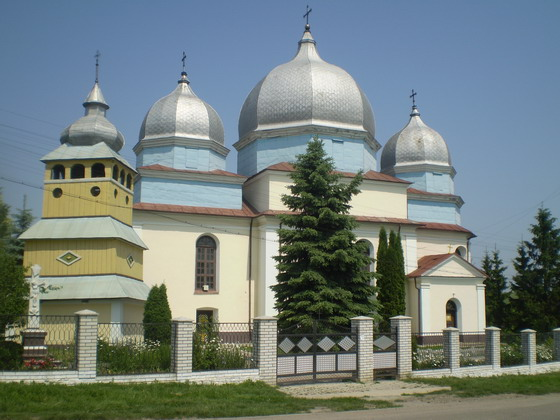
Греко-католицька церква
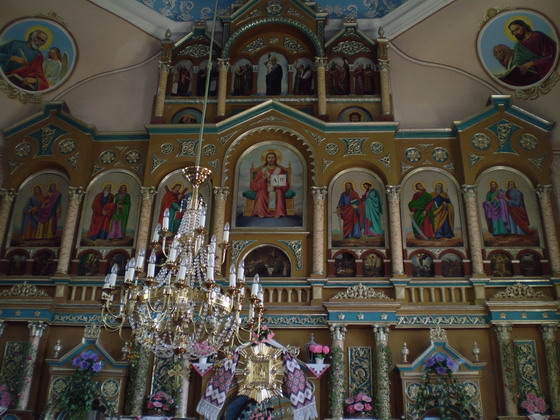
Іконостас церкви
Крипта Козєбродзьких
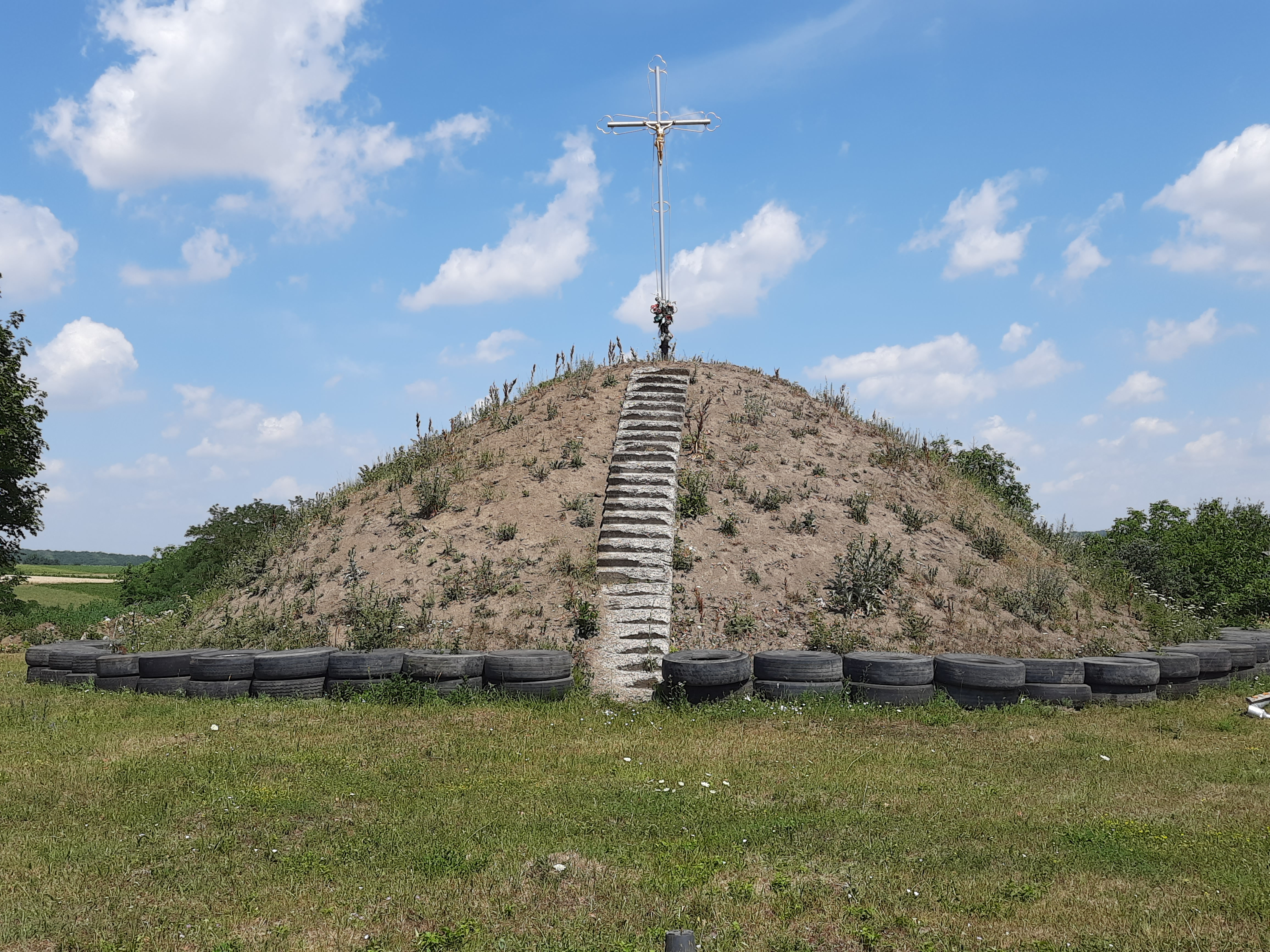
Символічна могила Борцям за волю України